# Vârful Biserica Moțului
Vârful Biserica Moțului este o arie protejată de interes național ce corespunde categoriei a IV-a IUCN (rezervație naturală de tip mixt), situată în nord-vestul Transilvaniei, pe teritoriul județului Bihor

## Localizare
Aria naturală se află în extremitatea sud-estică a județului Bihor (în ramura nordică a Munților Bihorului, grupă montană a Apusenilor ce aparține lanțului carpatic al Occidentalilor), pe teritoriul administrativ estic al comunei Pietroasa.

## Descriere
Rezervația naturală  a fost declarată arie protejată prin Legea Nr.5 din 6 martie 2000 (privind aprobarea Planului de amenajare a teritoriului național - Secțiunea a III-a - zone protejate, publicată în Monitorul Oficial al României, Nr.152 din 12 aprilie 2000) și se suprapune ariei de protecție specială avifaunistică - Munții Apuseni - Vlădeasa. Aceasta ocupă o suprafață de 3 hectare și este inclusă în Parcul Natural Apuseni. 
Vârful Biserica Moțului este parte integrantă a zonei turistice Padiș și reprezintă versantul ce domină platoul acesteia; o arie naturală cu stâncării, fânețe și suprafețe împădurite cu specii arboricole de molid (Picea abies) și fag (Fagus sylvatica).
La nivelul ierburilor vegetează elemente floristice protejate la nivel european prin Directiva 92/43/CE (anexa I-a) din 21 mai 1992 (privind conservarea habitatelor naturale și a speciilor de faună și floră sălbatică); printre care: piciorul cocoșului (Ranunculus repens), vulturica de stâncă (Hieracium oillosum), scorușul de munte (Sorbus acuparia), stânjanelul mic de munte (Iris ruthenica) sau păiușul (Festuca cinerea).

## Obiective turistice aflate în vecinătate
- Biserica de lemn „Pogorârea Sf. Gheorghe” din Cociuba Mică, lăcaș de cult (ridicat în secolul al XVIII-lea) aflat pe lista monumentelor istorice sub codul LMI BH-II-m-B-01136.
- Biserica de lemn „Sf.Dimitrie” din Fânațe, construcție 1796, monument istoric (cod LMI BH-II-m-A-01145).
- Barajul Leșu și zona turistică Padiș.
- Rezervațiile naturale: Avenul Borțigului, Complexul Carstic din Valea Ponorului, Fâneața Izvoarelor Crișul Pietros, Groapa Ruginoasa - Valea Seacă, Molhașurile din Valea Izbucelor, Groapa de la Bârsa, Pietrele Galbenei, Piatra Bulzului, Pietrele Boghii, Poiana Florilor, Platoul Carstic Lumea Pierdută, Peștera lui Micula, Peștera Urșilor, Săritoarea Bohodeiului, Valea Galbenei și Platoul carstic Padiș.